# Effet Streisand
Pour les articles homonymes, voir Streisand.

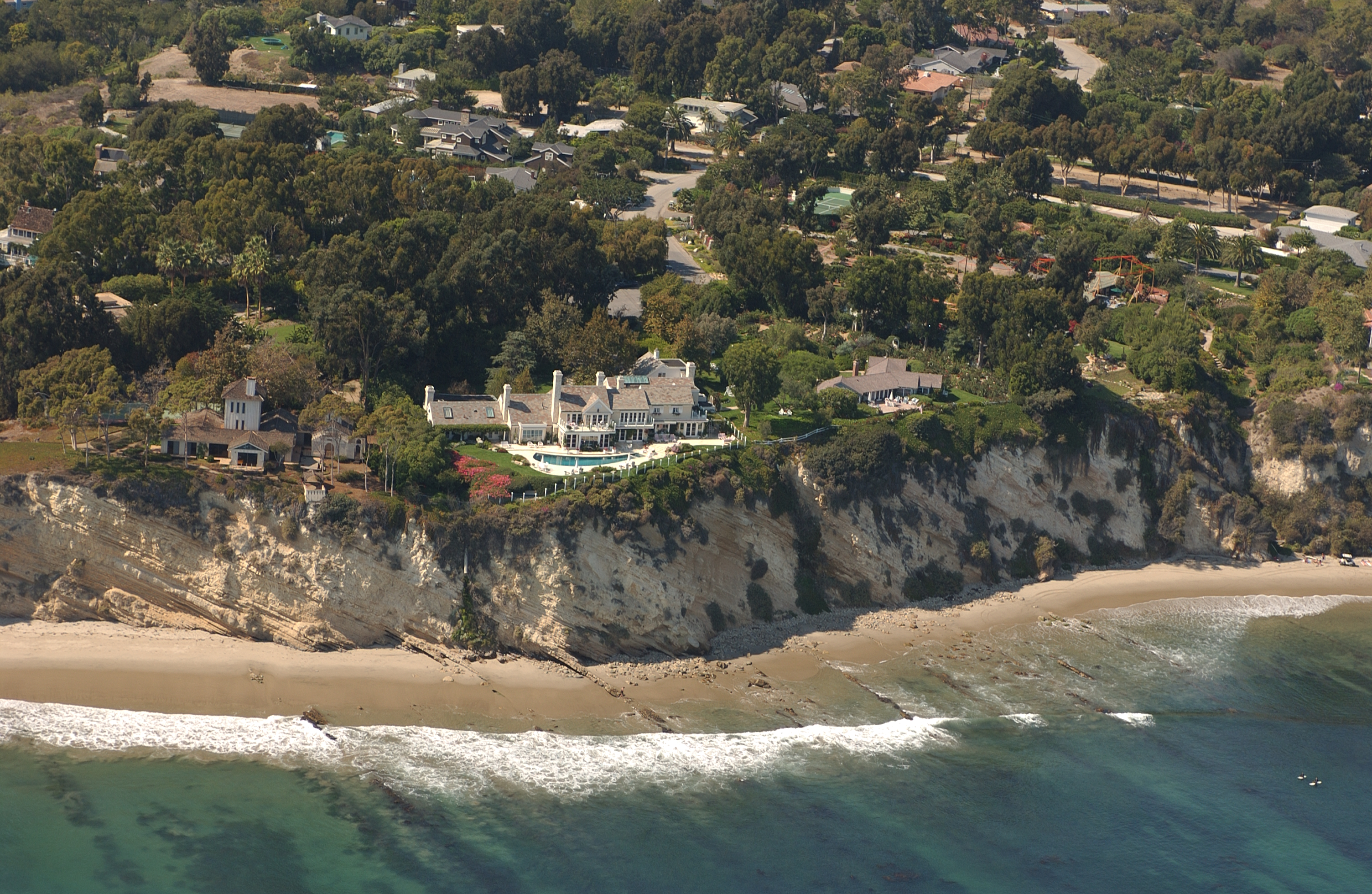
La photo du domaine de Barbra Streisand à l'origine de « l'effet Streisand ».

L’effet Streisand désigne un phénomène médiatique involontaire. Il se produit lorsqu'en voulant empêcher la divulgation d’une information que certains aimeraient cacher, le résultat inverse survient, à savoir que le fait que l'on voulait dissimuler attire et concentre l'attention médiatique.
Ainsi, les efforts déployés par une personne pour masquer ou supprimer une publication, ou encore faire retirer un produit du commerce, conduisent à l'exposition et à la médiatisation de ce que cette personne désirait que l'on ne sache pas ou que l'on ne voie pas. Il s'agit donc à proprement parler d'un effet pervers de la démarche, qui est d'ailleurs renforcé par internet.

## Origine et histoire de l’expression

### La propriété Streisand
L'expression « effet Streisand » fait référence à un incident survenu en 2003. Le millionnaire de la Silicon Valley et écologiste Ken Adelman prend une photographie aérienne du domaine privé de l'actrice et chanteuse Barbra Streisand ; l'image est diffusée via le site pictotpia.com. Barbra Streisand lance alors une action en justice, réclamant dix millions de dollars, afin d'empêcher la propagation de cette image,. Kenneth Adelman affirme alors avoir pris plus de 12 000 photographies aériennes de propriétés privées, aux fins d'étude de l'érosion du littoral dans le cadre d'un autre projet,. Mais la médiatisation de la procédure eut pour conséquence une diffusion massive de l'image par les internautes nord-américains, si bien que plus de 420 000 personnes visitèrent le site le mois suivant.
Le blogueur Mike Masnick affirme, que c'est lui qui a lancé l'expression « effet Streisand », en janvier 2005, à l'occasion d'une affaire d'urinoir : en Floride, l'établissement Marco Beach Ocean Resort avait demandé à la société urinal.net (un site consacré à des photographies d'urinoirs) de supprimer une photo d'un urinoir de cet hôtel, en déclarant qu'il était illégal d'utiliser ainsi son nom. Cette demande, là encore, ne fit qu'attirer davantage l'attention sur le rapprochement entre le nom de l'hôtel et urinal.net. À la suite de cela, Mike Masnick écrivit sur son site Techdirt (en) : 

« Combien de temps faudra-t-il avant que les avocats réalisent que le simple fait d'essayer de réprimer quelque chose en ligne qu'ils n'aiment pas risque de faire en sorte que quelque chose que la plupart des gens ne verront jamais, jamais (comme la photo d'un urinoir dans une station balnéaire quelconque), soit maintenant vu par beaucoup plus de gens ? Appelons cela l'effet Streisand. »

### Autres utilisations
En 2010, après que le site WikiLeaks a été menacé de fermeture, des internautes militants créent le site streisand.me avec l'objectif d'aider à la protection de sites menacés : ce site n'est plus actif depuis 2013. En 2011, lors d'une conférence aux Pas Sage en Seine, Benjamin Bayart popularise « l'effet Flanby », dans lequel il voit une variante de l'« effet Streisand », « encore plus absurde » puisqu'il s'agit cette fois de tenter de cacher quelque chose alors même que ce dont il s'agit a déjà été largement relayé. L'expression a été créée en référence à l'effet produit par l'éclatement du flan lorsqu'on l'écrase. Par exemple, la tentative de fermeture d'un serveur de WikiLeaks, qui a créé un effet de duplication de ce serveur des centaines de fois ,.
Dans le même esprit, Reporters sans frontières duplique certains sites de médias menacés afin d'éviter que ces informations soient censurées par les pays concernés.

## Exemples notables
- De 1986 à 2005, l'affaire McLibel opposant McDonald's à David Morris et Helen Steel, deux militants écologistes anglais[13].
- En 2010 WikiLeaks diffuse des centaines de documents confidentiels américains sur la guerre en Irak et en Afghanistan. Le fait que le gouvernement américain veuille fermer le site engendre une notoriété inédite[14].
- En 2010, Nestlé fait retirer une vidéo de l'association Greenpeace dénonçant la déforestation en Indonésie[15].
- En 2011, l'« insecticide tueur de chats »[16], lorsque la compagnie commercialisant l'insecticide Fulgator cherche à faire retirer d'Internet un blog associant son produit à la mort de deux chats domestiques.
- En 2012, la rumeur sur la prétendue liaison entre Anne Hidalgo et François Hollande, reprise par des sites internet d'information, à la suite de la mise en demeure de Twitter par un cabinet d'avocat pour le compte d'Anne Hidalgo[17].
- En 2013, les photos peu flatteuses de la chanteuse Beyoncé lors du Super Bowl XLVII, à la suite de la demande de leur retrait du site Buzzfeed par son agent artistique, deviennent virales et diffusées par tous les magazines people[14],[18].
- En 2013, la direction générale de la Sécurité intérieure (DGSI) fait supprimer l'article « Station hertzienne militaire de Pierre-sur-Haute » sur la version française de Wikipédia, faisant pression sur Rémi Mathis, un contributeur bénévole disposant des droits d'administrateur, par ailleurs président de Wikimédia France. En l'espace de quelques heures, l'article en question, jusqu’alors relativement ignoré, devient le plus consulté sur la Wikipédia francophone les 6 et 7 avril 2013, pour être ensuite traduit dans de nombreuses autres versions linguistiques de l’encyclopédie en ligne[19],[20],[21],[22].
- En mars 2013, l'énergéticien français EDF renonce à demander 6 millions d'euros à 21 militants écologistes anglais (300 000 euros par militant) qui ont escaladé les cheminées d'une de ses centrales, face à l'indignation liée au dépôt de cette plainte[13],[23].
- En septembre 2013, l’Agence France-Presse fait retirer une photographie peu avantageuse de François Hollande pour illustrer le déplacement du président dans une école lors de la rentrée scolaire. Pris par le photojournaliste Denis Charlet, le cliché est rapidement retiré par l'AFP, suivie par Reuters. Pour être sûres que la photo disparaisse, les deux agences demandent aux médias de ne pas l'utiliser ou de la remplacer, une suppression qui alimente la méfiance, certains internautes y voyant la marque d'une pression de l'Élysée, ce qui engendre une large diffusion du cliché en question sur Internet[24],[25].
- En décembre 2014, la sortie du film L'Interview qui tue !, devient un succès en salles à la suite de la censure par la Corée du Nord puis son autocensure par Sony Pictures[26].
- En janvier 2015, l'attentat contre Charlie Hebdo a provoqué une réaction inverse à celle escomptée par les terroristes qui voulaient faire disparaître le journal. Avant l'attentat, l'hebdomadaire était en grande difficulté financière, mais la vague de soutiens populaires et financiers à la suite de l'assassinat de douze membres de la rédaction a permis de garantir la pérennité du journal. Plus de 5 millions de tweets avec le hashtag #Je suis Charlie furent publiés et Charlie Hebdo connut son record historique de ventes avec un tirage exceptionnel de 5 millions d'exemplaires de l'édition suivante du journal[27],[28],[29],[30],[31].
- En novembre 2015, le magazine belge Médor devait sortir son premier numéro. Au vu de son contenu, une entreprise pharmaceutique demande en urgence l'interdiction de la publication[32]. Une semaine plus tard, la justice belge autorise la publication du premier numéro[33], dont les ventes explosent (10 000 exemplaires vendus[34]).
- En février 2019, l'humoriste Gad Elmaleh tente de faire supprimer par les avocats de sa société de production des tweets du compte Twitter du vidéaste CopyComic qui l'accuse de plagiat[35],[36],[37]. Après le retrait des tweets par Twitter, de nombreux internautes[évasif] partagent les vidéos incriminées sur leurs propres comptes[38].
- En août 2020, Pauline Harmange publie l’ouvrage Moi les hommes, je les déteste, tiré à 500 exemplaires chez Monstrograph. Un chargé de mission au ministère de l'Égalité des genres et de la Diversité demande ensuite que l'ouvrage soit retiré de la vente, pour « provocation à la haine à raison du sexe », qui fait exploser les ventes et conduit à un nouveau tirage à 15 000 exemplaires[39].
- En janvier 2022, la bande dessinée Maus d'Art Spiegelman est censurée par une école du Tennessee, entraînant un retour en tête des ventes aux États-Unis[40].
- En novembre 2022, l’affaire Gaël Perdriau, qui avait éclaté fin août de la même année, s’était essoufflée dans les médias ; mais elle a refait la une des journaux à la suite de l’obtention par Gaël Perdriau, maire de Saint-Étienne, de l'interdiction anticipée par  le tribunal judiciaire de Paris de la publication par Mediapart  de nouvelles informations issues d’enregistrements compromettants. Cette situation inédite en France de censure par anticipation a eu un fort retentissement dans les médias et a généré de nombreux débats politiques[41],[42].
- En novembre 2022, plusieurs élus du Rassemblement national ainsi que des représentants du Syndicat des commissaires de la Police nationale s'indignent et interpellent la Fnac concernant la vente d'un jeu de société édité par Libertalia et baptisé Antifa, le jeu. Dans la foulée de ces critiques, la Fnac annonce le retrait du jeu de ses rayons, ce qui déclenche une autre vague d'indignations. La polémique va alors attirer l'attention du public sur ce jeu, à tel point que Libertalia annonce sur Twitter que le tirage du jeu est épuisé[43],[22]. Finalement, après un réexamen, la Fnac décide de réintégrer le jeu dans ses rayons[44].
- Début juin 2023, le poème The Hill We Climb d'Amanda Gorman bénéficie d'un record de ventes à la suite de son interdiction dans une école de Floride[45].
- En décembre 2024, la créatrice de contenu Laurène Levy est assignée en justice par l'entreprise d'esthétique Body Minute, qui tente de faire supprimer une vidéo humoristique qu'elle avait publiée en 2022 sur TikTok. Cette tentative de censure suscite une vive réaction sur les réseaux sociaux, entraînant une amplification massive de la visibilité de la vidéo originale. La gestion de crise maladroite de la marque, notamment par la publication de vidéos dénigrantes à l'encontre de Laurène Levy, aggrave encore la situation[46].
- En janvier 2025, une vidéo, sur les réseaux sociaux,  montre l'animateur français Arthur se livrant à des agissements sexistes lors de l'émission À prendre ou à laisser. À la suite d'une réclamation de sa société, la vidéo est supprimée. En réaction, un large mouvement de partage des vidéos qui ont été repostés par des dizaines de comptes[47],[48].
- En mars 2025, Meta tente d'arrêter la diffusion du livre Careless People: A Cautionary Tale of Power, Greed, and Lost Idealism de son ancienne directrice des affaires publiques mondiales Sarah Wynn-Williams qui dénonce le management toxique au sein de l'entreprise. Cette polémique permet au livre d'occuper la première place des ventes d'œuvres non fictionnelles du New York Times[49],[50].